# Frédéric Bisson
Frédéric Bisson est un journaliste, auteur-compositeur et animateur de radio et de télévision québécois.
En 1996, il reçoit le prix de journalisme Lizette-Gervais, dans la catégorie « reportage radio ». À la suite de ce prix, il amorce en 1996 sa carrière d'animateur de radio régionale, à la station CBON, antenne régionale de Radio-Canada au Nord de l'Ontario. Puis, il collabore aux radios régionales de CBOF Ottawa-Gatineau dans l'Est ontarien comme vidéaste, avant de s'établir à Toronto, où il présente depuis le parquet, l'actualité boursière pour RDI et Radio-Canada. Pour l'édition de l'année 2024, il participe comme juge invité, au prix de journalisme Lizette-Gervais

## Biographie

### Enfance
Frédéric Bisson nait et grandit dans la région du Pontiac, à Fort-Coulonge, où il complète son primaire à l'École Poupore et son secondaire à Sieur-de-Coulonge. Âgé 11 ans, Frédéric Bisson anime ses premières émissions de radio à la station communautaire de Fort-Coulonge, CHIP-fm. Après avoir reçu un DEC du Cégep de l'Outaouais en sciences humaines, il est admis à l'Université du Québec à Montréal. Il complète son baccalauréat ès Arts (7731) en communications, animation radio, à l'UQÀM en 1996.

### Parcours journalistique
Premier prix dans la catégorie radio de la bourse Lizette-Gervais, il obtient un stage rémunéré à Radio-Canada. Pendant son séjour au siège social de Montréal, Frédéric Bisson auditionne pour un poste d'animateur de remplacement et se voit offrir un premier emploi à CBON, station régionale de Radio-Canada dans le Nord de l'Ontario. Il y travaille de 1996 à 2001, avant de devenir journaliste professionnel spécialisé en économie au parquet de la Bourse de Toronto, une première pour un média francophone au pays.
En 2003, il quitte Radio-Canada afin de se joindre à l'équipe de reporter de l'émission J.E. au Réseau TVA, où il travaille pendant une saison. Il revient à Radio-Canada Toronto animer l'émission matinale Y'a pas deux matins pareils,, dont la première heure est diffusée sur l'ensemble du réseau national.
En novembre 2011, il démissionne de Radio-Canada afin de devenir journaliste et collaborateur à l'émission du matin chez Astral Media, en Outaouais, secondant Marie-Claude Morin et Jean Bruyère. Lors de l'ouverture d'une station régionale de Rythme-FM, Frédéric Bisson anime sa propre émission, « Fred & Gen le matin » puis intitulée Le matin tout est possible, en février 2015.
En 2017, dans le cadre du mois de l'autisme, il tient une conférence à Gatineau intitulée Je ne suis pas snob, je suis autiste.

### Camionneur longue-distance aux USA
Quelques jours avant le déclenchement de l'état d'urgence sanitaire au Québec, Frédéric Bisson voit son contrat arrêté à la fin de la saison radiophonique, notamment en raison de coupes budgétaires et suppressions de postes. Il décide alors de s'inscrire au Centre de formation en transport routier (CFTR) de Mont-Laurier, afin d'apprendre les rudiments du métier de camionneur. Frédéric Bisson est embauché par une entreprise spécialisée en transports de St-Jean sur Richelieu et il parcourt l'ensemble des provinces canadiennes et des États des États-Unis, devenant à la fois Youtubeur et chroniqueur spécialisé dans le domaine des poids-lourds et camions. Chaque semaine, il présente une chronique sur les dessous du métier de camionneur à l'antenne de CKOF 104,7 la station de radio régionale du réseau de Cogeco Média ainsi que des chroniques à l'émission Dessine-moi un dimanche avec Franco Nuovo à l'antenne de la radio de Radio-Canada. En février 2022, après s'être prononcé contre le convoi de la liberté, il est victime d'insultes et de menaces des adversaires de cette initiative.